# ONE PIECE エピソードオブルフィ 〜ハンドアイランドの冒険〜
『ONE PIECE エピソードオブルフィ 〜ハンドアイランドの冒険〜』（ワンピース エピソードオブルフィ ハンドアイランドのぼうけん）は、2012年12月15日に土曜プレミアム枠で放送された、テレビアニメ『ONE PIECE』のスペシャル番組。

## 概要
『エピソードオブナミ』（2012年8月放送）に続くテレビスペシャル作品。劇場版第12作『ONE PIECE FILM Z』公開記念特別企画で、映画の公開日と同日に放送された。
原作を元にしたストーリーが展開されるこれまでの「エピソード」シリーズとは異なり、完全新作ストーリーを中心に構成されている。物語の中ではルフィやコビーの回想という形で、原作第1話・第2話の赤髪海賊団やアルビダ一味とのシーンがリメイクされている。コビーとヘルメッポが、原作漫画に先駆けて、新世界編での姿で登場している。
麦わらの一味の衣装デザインは工藤静香が担当しており、冒頭シーンでファッションショーという形式で衣装が披露された。
前日に放送された『アウト×デラックス』番組内では、番組ゲストの成田童夢と山下恵司が村人役として出演することになり、アテレコの様子が放送された。また、フジテレビアナウンサーの松尾翠も店員役でゲスト出演している。
2013年3月22日、Blu-rayとDVDが発売された。

## ストーリー
新世界に進出した麦わらの一味は「ハンドアイランド」に上陸する。ハンドアイランドは優秀な職人たちが住む島で、かつて白ひげの縄張りであったが、白ひげ亡き後に赴任したビリッチ准将の不当な支配を受けていた。ルフィは蝋細工職人のジエゴと出会い、彼が作った海賊の蝋人形を見せてもらう。その中にあったシャンクスの人形を見つけたルフィは、シャンクスとのエピソードを思い出す。
一方、ビリッチの査察のため海軍本部からハンドアイランドを訪れたコビーは、ビリッチの底知れぬ野望を感じ取り、ヘルメッポと共に調査を開始する。コビーは調査を進めるうちにビリッジの不正を確信し、ジエゴの息子ヘジスがビリッジに反抗したことで牢に閉じ込められ、拷問を受けていることをジエゴに伝える。ジエゴに代わりヘジスに届け物を渡すため海軍基地に乗り込んだルフィたちはヘジスを救出。ビリッジは麦わらの一味をかくまったとしてハンドアイランドへの砲撃を開始する。ヘジスの活躍で大砲を破壊されたことに業を煮やしたビリッジは、小型戦闘機「エリザベート」を操りルフィを翻弄するもギア3のパワーに圧倒され倒される。そしてコビーはジエゴの協力でビリッジの不正を暴き、更迭処分を下した。

## 登場人物

### 原作キャラクター
麦わらの一味
- モンキー・D・ルフィ - 田中真弓
- ロロノア・ゾロ - 中井和哉
- ナミ - 岡村明美
- ウソップ - 山口勝平
- サンジ - 平田広明
- トニートニー・チョッパー - 大谷育江
- ニコ・ロビン - 山口由里子
- フランキー - 矢尾一樹
- ブルック - チョー

海軍本部
- コビー - 土井美加
- ヘルメッポ - 永野広一

赤髪海賊団
- シャンクス - 池田秀一
- ベン・ベックマン - 田原アルノ
- ラッキー・ルウ  - 土門仁
- ヤソップ  - 小林通孝

フーシャ村の人々
- マキノ - 大本眞基子
- ウープ・スラップ村長 - 園部啓一

その他
- ヒグマ[4] - 岸野幸正
- アルビダ[4] - 松岡洋子
- ゴールド・ロジャー - 大塚周夫
- ナレーション - 大場真人

### オリジナルキャラクター
ジエゴ
声 - 菅生隆之
ハンドアイランドに住む蝋人形職人の老人。
海賊が好きで、自身が出会った海賊（白ひげ、レイリー、シャンクスなど）の等身大の蝋人形を制作している。家を飛び出したへジスを気にかけていた。コビーの依頼で黄猿の蝋人形を作り、ビリッチの不正摘発に協力した。
ヘジス
声 - 桐本琢也
ビリッチの配下の海兵で、ジエゴの息子。
父のように職人になるのが嫌で島を出て行き海軍に入った。ハンドアイランドの平和を取り戻すためビリッチに反旗を翻そうとするところを気付かれてしまい投獄される。基地に侵入したルフィ達によって救出され、彼らに協力してビリッチに対抗した。
ビリッチ
声 - 龍田直樹
海軍准将。ハンドアイランドの基地の指揮官。
右腕に付けた蛇のぬいぐるみを使って腹話術をする癖がある。また気に入った兵器にはそれぞれ愛称を付けている。海軍大将・黄猿を強く尊敬している。能力なしで大将になるという野望を持っており、能力者だけが強者ではないという考えの持ち主。
本人の戦闘力は皆無だが、六式の剃をも凌ぐ速度と対能力者用の砲弾を備えた小型戦闘機「エリザベート」を自在かつ俊敏に操る操縦術と、ルフィの動きを的確に捉える秀逸な動体視力を兼ね備え、ルフィに苦戦を強いた。
ハンドアイランド沖の基地指揮官就任後、島民を騙して兵器を作らせ、試し撃ちと称して街を破壊し、恐怖政治を敷いていた。基地に侵入したルフィに倒され、コビーによって更迭処分となった。
その他
- 村人 - 成田童夢、山下恵司（特別出演）
- 宝飾店店員 - 松尾翠（フジテレビアナウンサー / 特別出演）
- 海兵伝令 - 竹本英史
- 海兵 - 荒井聡太、金本涼輔、藤本たかひろ、徳山靖彦、島﨑信長
- 海賊 - 宮坂俊蔵
- 女の子 - 日比愛子
- 島民 - 鹿野優以
- 食器店店員 - 照井春佳、藤井ゆきよ
- 工具店店番 - 平井啓二
- 楽器店夫人 - 石橋美佳

## スタッフ
- 原作 - 尾田栄一郎
- 企画 - 情野誠人、木戸睦
- 脚本 - 堤泰之
- 音楽 - 田中公平、浜口史郎
- ファッションデザイン - 工藤静香
- キャラクターデザイン - 久田和也、中谷友紀子
- メカデザイン - 横田晋一
- 美術監督 - 中村隆
- 色彩設計・色指定・検査 - 大武恭子
- 撮影監督 - 梅田俊之
- 音響監督 - 長崎行男
- 絵コンテ・演出 - 森田宏幸、高柳哲司、本郷みつる、佐々木忍
- 総作画監督 - 清水洋
- 作画監督 - 浜津武広、加野晃、東出太、濱川修二郎、吉井弘幸、松井章、中谷友紀子
- 動画検査 - 成田達司、井上高宏、西田政司
- 色指定・検査 - 長尾朱美、岡本ひろみ、鈴木美佐子、斎藤麻記、中野倫明
- 特殊効果 - 佐藤香織
- 制作管理 - 茂木仁史
- 制作担当 - 長南佳志
- 制作デスク - 高橋健太
- 制作進行 - 中野大智、新井宣圭、佐久間篤
- 編集 - 牧信公
- 録音 - 渡辺絵里奈
- 効果 - 鷲尾健太郎（フィズサウンドクリエイション）
- 選曲 - 神保直史
- 録音助手 - 藤村聡
- 音楽協力 - 関根瑛一、川口真太郎、小西岳夫
- 録音スタジオ - タバック
- オンライン編集 - 東映デジタルラボ
- 広報 - 熊谷知子
- 広告宣伝 - 山本麻未子
- 監督 - 森田宏幸、本郷みつる
- 制作協力 - 東映
- アニメーション制作協力 - アセンション、ドリーム・フォース
- 制作 - 東映アニメーション、フジテレビ

## 主題歌
エンディングテーマ「ウィーアー!」
歌 - 新里宏太